# Evan Rodriguez
Evan Rodriguez (Bronx, 21 settembre 1988) è un ex giocatore di football americano statunitense che ha giocato nei ruoli di fullback e tight end. Fu scelto nel corso del quarto giro (111º assoluto) del Draft NFL 2012 dai Bears. Al college ha giocato a football a Temple.

## Carriera professionistica

### Chicago Bears
Il 28 aprile 2012, Rodriguez fu scelto nel coro del quarto giro del Draft 2012 dai Chicago Bears. L'8 maggio, il giocatore firmò con la franchigia un contratto quadriennale. Nella sua stagione da rookie disputò 12 partite, 5 delle quali come titolare, ricevendo 4 passaggi per 21 yard.

## Vittorie e premi
Nessuno

## Statistiche
| Partite totali         | 12 |
| Partite da titolare    | 5  |
| Yard ricevute          | 21 |
| Touchdown su ricezione | 0  |